# 西川武臣
西川 武臣（にしかわ たけおみ、1955年 - ）は、日本史学者。
愛知県生まれ。1979年明治大学大学院文学研究科史学専攻博士前期課程修了。97年「生糸貿易と横浜商人 生糸売込商体制の成立過程」で明大博士（史学）。横浜開港資料館館長。神奈川大学非常勤講師。専門は日本近世・近代史。

## 著書
- 『江戸内湾の湊と流通』岩田書院 1993
- 『幕末・明治の国際市場と日本 生糸貿易と横浜』雄山閣出版 1997
- 『横浜開港と交通の近代化 蒸気船・鉄道・馬車をめぐって』日本経済評論社 近代日本の社会と交通 2004
- 『浦賀奉行所』有隣堂 有隣新書 2015
- 『ペリー来航 日本・琉球をゆるがした412日間』中公新書 2016
- 『幕末明治旗本困窮記　御書院番士酒依氏の日記』山川出版社 2021
- 『従軍日記と報道挿絵が伝える 庶民たちの日露戦争』勉誠出版 2021

### 共著編
- 『神奈川県の歴史』神崎彰利,大貫英明,福島金治共著 山川出版社 県史 1996
- 『開国日本と横浜中華街』伊藤泉美共著 大修館書店 あじあブックス 2002
- 『亞墨理駕船渡来日記 横浜貿易新聞から』編著 神奈川新聞社 かなしん150選書 2008
- 『蚕都信州上田の近代』阿部勇,井川克彦共編 岩田書院 2011
- 『大江戸鳥瞰図』立川博章画 竹内誠共監修 朝日新聞出版 2013

## 論文
- <西川武臣